# Hans W. Petersen
Hans W. Petersen (28 de enero de 1897 – 27 de abril de 1974) fue un actor de nacionalidad danesa.

## Biografía
Su nombre completo era Hans William Petersen, y nació en Copenhague, Dinamarca. Cursó estudios en la escuela del Teatro Real de Copenhague entre 1916 y 1918.
Trabajó para el Aarhus Teater entre 1918 y 1921, tras lo cual pasó varios años actuando para diferentes teatros de Copenhague, entre ellos el Scala (1922-1929) y el Apollo, en el cual Petersen, en los años 1930, actuó en operetas y revistas.
También fue actor cinematográfico, radiofónico y televisivo.
Hans W. Petersen falleció en Gentofte, Copenhague, en el año 1974. Se había casado tres veces, siendo una de sus esposas la actriz Else Skouboe.

## Filmografía
- 1932 : Han, hun og Hamlet
- 1932 : Skal vi vædde en million?
- 1933 : Nyhavn 17
- 1933 : Med fuld musik
- 1934 : Ud i den kolde sne
- 1935 : Rasmines bryllup
- 1937 : Cocktail
- 1944 : Biskoppen
- 1954 : Karen, Maren og Mette
- 1959 : Charles' tante
- 1959 : Helle for Helene
- 1960 : Det skete på Møllegården
- 1962 : Lykkens musikanter
- 1962 : Det tossede paradis
- 1963 : Støvsugerbanden
- 1963 : Vi har det jo dejligt
- 1963 : Frøken April
- 1964 : Don Olsen kommer til byen
- 1964 : Selvmordsskolen
- 1965 : Flådens friske fyre
- 1965 : En ven i bolignøden
- 1966 : Der var engang
- 1966 : Gys og gæve tanter
- 1966 : Sult
- 1967 : Elsk din næste
- 1968 : I den grønne skov
- 1968 : Det er så synd for farmand
- 1970 : Amour
- 1972 : Man sku' være noget ved musikken
- 1972 : Rektor på sengekanten
- 1974 : En hyldest til de gamle, eller: Satie i høj sø (corto televisivo)